# 格雷戈里·马莱
格雷戈里·马莱（法語：Grégory Mallet，1984年3月21日—），法國游泳運動員。他代表法國參加了2008年北京奧運會和2012年倫敦奧運會，並且獲得了4乘100米接力的銀牌。